# Млынок (Ельский район)
Млынок (бел. Млынок) — агрогородок в Добрынском сельсовете Ельского района Гомельской области Беларуси.
На юге, востоке и западе граничит с лесом.

## Административное устройство
До 15 января 2023 года являлся административным центром и входил в состав Млынокского сельсовета. В связи с объединением Добрынского и Млынокского сельсоветов Ельского района Гомельской области в одну административно-территориальную единицу — Добрынский сельсовет, включен в состав Добрынского сельсовета.

## География

### Расположение
В 4 км на юго-восток от районного центра и железнодорожной станции Ельск (на линии Калинковичи — Овруч), в 175 км от Гомеля.

### Гидрография
У реки Млынок. На западе мелиоративный канал, соединённый с рекой Чертень.

## Транспортная сеть
Автомобильная дорога Новая Рудня — Мозырь. Планировка состоит из короткой широтной улицы, к которой на западе присоединяется небольшой участок обособленной застройки, две улицы перпендикулярно трассе. Жилые дома деревянные и кирпичные, усадебного типа.
На востоке кирпичные новостройки, схема улиц — квартальная.

## История
Согласно письменным источникам, Млынок известен с XIX века как деревня в Королинской волости Мозырского уезда Минской губернии. В 1850 году владение помещика Горвата. В 1931 году создан колхоз «Ударник», работал кирпичный завод (с 1923 года) портняжная (с 1928 года), гончарно-кирпичная (с 1928 года), скорняжно-шубная (с 1928 года) деревообрабатывающая (с 1928 года) артели и кузница. Во время Великой Отечественной войны в 1942-43 годах в боях около деревни погибли 43 советских солдата и партизана (похоронены в братской могиле на кладбище). 29 жителей погибли на фронте. С 25 февраля 1977 года центр Млыноцкого сельсовета. Центр совхоза «Млынок». Действуют начальная школа, Дом культуры, библиотека, магазин, отделение связи, фельдшерско-акушерский пункт, детский сад.
В состав Млыноцкого сельсовета входила (в настоящее время не существующая) до 1999 года деревня Осовы.

## Население
- 1850 год — 5 дворов.
- 1885 год — дворов, жителя.
- 1897 год — 10 дворов, 95 жителей (согласно переписи).
- 1908 год — 16 дворов 101 житель.
- 1921 год — 22 двора, 165 жителей.
- 1924 год — 31 двор.
- 1959 год — 147 жителей (согласно переписи).
- 2004 год — 112 хозяйств, 329 жителей.
- 2012 год — 158 хозяйств, 517 жителей.